# Fuchsia cuatrecasasii
Fuchsia cuatrecasasii är en dunörtsväxtart som beskrevs av Philip Alexander Munz. Fuchsia cuatrecasasii ingår i släktet fuchsior, och familjen dunörtsväxter. Inga underarter finns listade i Catalogue of Life.